# Ophiarachnella magalapsis
Ophiarachnella magalapsis är en ormstjärneart som beskrevs av Hubert Lyman Clark 1911. Ophiarachnella magalapsis ingår i släktet Ophiarachnella och familjen Ophiodermatidae. Inga underarter finns listade i Catalogue of Life.